# 오도산
오도산(吾道山)은 대한민국 경상남도 합천군과 거창군에 걸쳐 있는 산이다. 산 북쪽에 가야산이, 남쪽으로는 합천호가 있다. 현재 대한민국 야생에서 멸종한 것으로 여겨지는 아무르표범이 1962년 오도산에서 최후로 생포되었다. 오도산이라는 이름은 도선 국사가 깨달음을 얻었다는 의미에서 유래했다.